# Euphorbia tellieri
Euphorbia tellieri är en törelväxtart som beskrevs av Auguste Jean Baptiste Chevalier. Euphorbia tellieri ingår i släktet törlar, och familjen törelväxter.
Artens utbredningsområde är Niger. Inga underarter finns listade i Catalogue of Life.